# Sympterygia bonapartii
Sympterygia bonapartii là một loài cá thuộc họ Arhynchobatidae. Loài này được tìm thấy ở Argentina, Brasil, Chile, và Uruguay. Môi trường sinh sống tự nhiên của nó là các vùng biển mở, biển nông và các vùng nước cửa sông.